# Ponmanai
Ponmanai es una ciudad y nagar Panchayat situada en el distrito de Kanyakumari en el estado de Tamil Nadu (India). Su población es de 15554 habitantes (2011). Se encuentra a 18 km de Nagercoil. 

## Demografía
Según el censo de 2011 la población de Ponmanai era de 15554 habitantes, de los cuales 7766 eran hombres y 7788 eran mujeres. Ponmanai tiene una tasa media de alfabetización del 92,14%, superior a la media estatal del 80,09%: la alfabetización masculina es del 94,07%, y la alfabetización femenina del 90,23%.